# Маган I
Маган I (д/н — 1341) — 11-й манса імперії Малі у 1337—1341 роках. Відбулося ослаблення держави.

## Життєпис
Походив з династії Кейта. Син манси Муси I. Про дату народження та молоді роки замало відомостей, але мав вже певний досвід і вік, коли 1324 року його батько перед хаджем призначив Магана регентом (намісником) імперії.
1337 року успадкував трон. Втім напевно частина родини на чолі із стрийком Сулейманом була невдоволена. Водночас Маган I не виявив державницького хисту для опанування ситуацією. До того ж швидко роздав значну частину скарбниці, напевне на залучення вояків та знаті. За цих обставин Насеге, правитель (моро-наба) мосі, атакував місто Тімбукту, яке пограбував. В розпал цих подій частина династії Сонні спробував здобути для Гао незалежність, проте невдало.
1341 року Маган I помер за невідомих обставин. З огляду на малий вік його сина Гбра (Велика Рада) обрала новим мансою Сулеймана.